# Ramon Vivot
Ramon Vivot, (Mallorca, s. xv), cavaller mallorquí que va concórrer al certamen poètic convocat per Ferrando Dieç a València el 1486, amb el poema Havent de parlar jo de vostr’altesa. En el mateix concurs hi concorregueren els mallorquins Arnau de Cors i Jaume d'Olesa.